# David Morris Lee
David Morris Lee, ameriški fizik, * 20. januar 1931, Rye, New York, ZDA.
Lee si je leta 1996 delil Nobelovo nagrado za fiziko skupaj z Douglasom Deanom Osheroffom in Robertom Colemanom Richardsonom za odkritje supertekočnosti helija-3.

## Življenje
Lee se je rodil in odrasel v mestecu Rye v zvezni državi New York. Njegova starša, Annette (rojena Franks), učiteljica, in Marvin Lee, elektroinženir, sta bila potomca judovskih izseljencev iz Anglije in Litve.
Diplomiral je na Univerzi Harvard leta 1952, nato je 22 mesecev služil v ameriški kopenski vojski. Po služenju v vojski je magistriral na Univerzi Connecticuta. Leta 1955 je začel doktorski program na Univerzi Yale, kjer je delal pri Henryju Alanu Fairbanku v skupini za nizkotemperaturno fiziko in eksperimentalno raziskoval kapljevinski 3He.
Po doktoratu na Yaleu leta 1959 se je zaposlil na Univerzi Cornell, kjer je bil odgovoren za postavitev novega Laboratorija za atomsko fiziko in fiziko trdnin (Laboratory of Atomic and Solid State Physics). Kmalu po prihodu na Cornell je spoznal svojo bodočo ženo Dano, tedaj doktorsko študentko na drugem oddelku. V zakonu sta imela dva sinova.
Svoj laboratorij je s Cornella preselil na Univerzo Teksasa A&M v College Stationu 16. novembra 2009.

## Delo
Delo, ki je vodilo do njegove Nobelove nagrade, je izvedel v zgodnjih 1970-ih. Skupaj z Richardsonom in diplomiranim študentom Osheroffom je uporabil Pomerančukovo celico za raziskovanje obnašanja 3He pri temperaturah nekaj tisočink stopinje nad absolutno ničlo. Pri svojih meritvah so odkrili nenavadne pojave, ki so jih pojasnili s faznimi prehodi v supertekoče stanje 3He. Za to odkritje so Lee, Osheroff in Richardson skupaj prejeli Nobelovo nagrado za fiziko leta 1996.
Lee je raziskoval tudi na drugih področjih nizkotemperaturne fizike, še posebej v povezavi s kapljevinastim, trdninskim in supertekočim helijem (4He, 3He in mešanic obeh). Odkril je antiferomagnetično razvrščanje v trdninskem heliju-3, jedrsko spinsko valovanje v spinskem polarizirnem plinu atomskega vodika skupaj z Jackom H. Freedom, in trikritično točko fazne separacijske krivulje kapljevinske mešanice 4He-3He v sodelavanju s kolegom s Cornella Johnom Davidom Reppyjem. Njegova nekdanja raziskovalna skupina na Cornellu trenutno raziskuje nečistoče helijskih trdnin.
Poleg Nobelove nagrade za fiziko je Lee leta 1976 prejel spominsko nagrado sira Francisa Simona britanskega Fizikalnega inštituta (IoP), ter leta 1981 nagrado Oliverja E.Buckleya za kondenzirano fiziko Ameriškega fizikalnega društva skupaj z Osheroffom in Richardsonom za delo o supertekočem 3He.
Lee je član Nacionalne akademije znanosti ZDA in Ameriške akademije umetnosti in znanosti.
Trenutno poučuje fiziko na Univerzi Teksasa A&M in nadaljuje svoj raziskovalni program začet na Univerzi Cornell.